# Festival international du film fantastique de Gérardmer 2020
La 27e édition du festival international du film fantastique de Gérardmer se déroule du 29 janvier 2020 au 2 février 2020.

## Déroulement et faits marquants
Le 17 décembre 2019, il est annoncé que l'actrice et réalisatrice italienne Asia Argento, présidera le jury. C'est par ailleurs la première fois qu'une femme préside un jury dans l'histoire du festival. Elle fut auparavant membre de ce même jury en 1999 sous la présidence de John Landis. Un hommage sera aussi rendu au cinéma fantastique français des trente années précédentes.
Le 2 février 2020, le palmarès est dévoilé : le Grand prix est décerné au film Saint Maud de Rose Glass qui remporte aussi le prix de la meilleure musique originale, le prix de la critique et le prix du jury jeunes. Le prix du jury est remis à  Howling Village de Takashi Shimizu et le prix du public à 1BR : The Apartment de David Marmor,,.

## Jurys

### Longs métrages
- Asia Argento (présidente du jury) : actrice et réalisatrice
- Christophe Gans : réalisateur
- Alice Winocour : réalisatrice
- Arielle Dombasle : actrice
- Flavien Berger : musicien
- Jean-Benoît Dunckel : musicien
- Niels Schneider : acteur
- Jean-François Rauger : critique

### Courts métrages
- Benoît Forgeard (président du jury) : réalisateur
- Coralie Fargeat : réalisatrice
- Dylan Robert : acteur
- Lucie Boujenah : actrice
- Thomas Cailley : réalisateur

## Films en compétitions

### Longs métrages en compétition
- 1BR : The Apartment de David Marmor  États-Unis
- Blood Quantum de Jeff Barnaby  Canada
- Howling Village de Takashi Shimizu  Japon
- Répertoire des villes disparues de Denis Côté  Canada
- The Room de Christian Volckman  France
- Saint Maud de Rose Glass  Royaume-Uni
- Sea Fever de Neasa Hardiman  Irlande
- Snatchers de Stephen Cedars et Benji Kleiman  États-Unis (film d'ouverture)
- The Vigil de Keith Thomas  États-Unis
- Vivarium de Lorcan Finnegan  Irlande

### Courts métrages en compétition
- Tempus Fugit de Lorenzo Recio
- Nouvelle saveur de Merryl Roche
- Figurant de Jan Vejnar
- Dibbuk de Dayan D. Oualid
- Boustifaille de Pierre Mazingarbe

## Films hors compétition

### Hors compétition
- Jumbo de Zoé Wittock  France,  Luxembourg,  Belgique
- Warning: Do Not Play de Kim Jin-won  Corée du Sud
- The Lodge de Veronika Franz & Severin Fiala  États-Unis,  Royaume-Uni
- SamSam de Tanguy de Kermel  France,  Belgique
- Rabid de Jen Soska & Sylvia Soska  Canada
- Memory – The Origins of “Alien” de Alexandre O. Philippe  États-Unis
- Leap of Faith: William Friedkin on “The Exorcist” de Alexandre O. Philippe  États-Unis
- La Dernière Vie de Simon de Léo Karmann  France,  Belgique
- I See You de Adam Randall  États-Unis

### Dans les griffes du cinéma français
- The Divide de Xavier Gens
- Vincent n'a pas d'écailles de Thomas Salvador
- Haute Tension de Alexandre Aja
- À l'intérieur de Alexandre Bustillo et Julien Maury
- Ne te retourne pas de Marina de Van
- Personal Shopper de Olivier Assayas
- Revenge de Coralie Fargeat
- La nuit a dévoré le monde de Dominique Rocher
- L'Heure de la sortie de Sébastien Marnier
- Yves de Benoît Forgeard
- Amer de Hélène Cattet et Bruno Forzani
- La Horde de Yannick Dahan et Benjamin Rocher
- Sheitan de Kim Chapiron
- Calvaire de Fabrice Du Welz
- Blueberry, l'expérience secrète de Jan Kounen
- Le Pacte des loups de Christophe Gans
- La Cité des enfants perdus de Jean-Pierre Jeunet et Marc Caro
- Les Particules de Blaise Harrison

### La nuit Hammer
- La Momie sanglante (Blood from the Mummy's Tomb) de Seth Holt  Royaume-Uni
- Dr Jekyll et Sister Hyde (Dr. Jekyll and Sister Hyde) de Roy Ward Baker  Royaume-Uni
- Une fille... pour le diable (To the Devil a Daughter) de Peter Sykes  Royaume-Uni

### Rétromania
- Les Lèvres rouges (Daughters of Darkness) de Harry Kümel  Belgique  France  Allemagne
- Le Crocodile de la mort (Eaten Alive) de Tobe Hooper  États-Unis
- La Sorcellerie à travers les âges (Häxan) de Benjamin Christensen  Danemark

### Nuit décalée
- Aquaslash de Renaud Gauthier  Canada
- Satanic Panic de Chelsea Stardust  États-Unis
- Alien Crystal Palace d'Arielle Dombasle  France

## Palmarès
- Grand Prix : Saint Maud de Rose Glass
- Prix du jury : Howling Village de Takashi Shimizu
- Prix de la meilleure musique originale : Saint Maud de Rose Glass
- Prix de la critique : Saint Maud de Rose Glass
- Prix du public : 1BR : The Apartment de David Marmor
- Prix du jury jeunes : Saint Maud de Rose Glass
- Grand Prix du court métrage : Dibbuk de Dayan D. Oualid
- Mention spéciale du jury court métrage : Figurant de Jan Vejnar